# Танзания на летних Олимпийских играх 2016
Танзания на летних Олимпийских играх 2016 года будет представлена как минимум шестью спортсменами в трёх видах спорта.

## Состав сборной
Дзюдо
1. Эндрю Томас Млугу

 Лёгкая атлетика
1. Саиди Макула
2. Фабиано Нааси
3. Альфонс Симбу
4. Сара Рамадхани

 Плавание
1. Хилаль Хемед Хилаль
2. Магдалена Моши

## Результаты соревнований

### Водные виды спорта

#### Плавание
В следующий раунд на каждой дистанции проходят спортсмены, показавшие лучший результат, независимо от места, занятого в своём заплыве.
Мужчины
| Дистанция                | Спортсмены          | Предварительный раунд | Предварительный раунд | Предварительный раунд | Полуфинал | Полуфинал | Полуфинал | Финал     | Финал |
| Дистанция                | Спортсмены          | Заплыв                | Результат             | Место                 | Заплыв    | Результат | Место     | Результат | Место |
| ------------------------ | ------------------- | --------------------- | --------------------- | --------------------- | --------- | --------- | --------- | --------- | ----- |
| 50 метров вольным стилем | Хилаль Хемед Хилаль |                       |                       |                       |           |           |           |           |       |

Женщины
| Дистанция                | Спортсмены     | Предварительный раунд | Предварительный раунд | Предварительный раунд | Полуфинал | Полуфинал | Полуфинал | Финал     | Финал |
| Дистанция                | Спортсмены     | Заплыв                | Результат             | Место                 | Заплыв    | Результат | Место     | Результат | Место |
| ------------------------ | -------------- | --------------------- | --------------------- | --------------------- | --------- | --------- | --------- | --------- | ----- |
| 50 метров вольным стилем | Магдалена Моши |                       |                       |                       |           |           |           |           |       |

### Дзюдо
Соревнования по дзюдо проводились по системе с выбыванием. В утешительные раунды попадали спортсмены, проигравшие полуфиналистам турнира. Два спортсмена, одержавших победу в утешительном раунде, в поединке за бронзу сражались с дзюдоистами, проигравшими в полуфинале.
Мужчины
| Категория | Спортсмены        | 1/32 финала        | 1/16 финала             | 1/8 финала           | Четвертьфинал        | Полуфинал            | Финал                | Место |
| Категория | Спортсмены        | Соперник Результат | Соперник Результат      | Соперник Результат   | Соперник Результат   | Соперник Результат   | Соперник Результат   | Место |
| --------- | ----------------- | ------------------ | ----------------------- | -------------------- | -------------------- | -------------------- | -------------------- | ----- |
| до 73 кг  | Эндрю Томас Млугу | не участвовал      | AUSД. Бенстед П 000:100 | завершил выступление | завершил выступление | завершил выступление | завершил выступление | 17    |

### Лёгкая атлетика
Танзания в 13-й раз принимает участие в летних Олимпийских играх и единственной дисциплиной, в которой страна была представлена на каждых Играх является мужской марафон.
Мужчины
Шоссейные дисциплины
| Дисциплина | Спортсмен     | Время | Место | Отставание |
| ---------- | ------------- | ----- | ----- | ---------- |
| марафон    | Альфонс Симбу |       |       |            |
| марафон    | Саиди Макула  |       |       |            |
| марафон    | Фабиано Нааси |       |       |            |

Женщины
Шоссейные дисциплины
| Дисциплина | Спортсмен      | Время | Место | Отставание |
| ---------- | -------------- | ----- | ----- | ---------- |
| марафон    | Сара Рамадхани |       |       |            |